# دوربین کهربایی
دوربین کهربایی (به انگلیسی: The Amber Spyglass) سومین و آخرین بخش سه گانه نیروی اهریمنی اش است.

## خلاصه داستان
دکتر مری مالون به دنیای مولفاها وارد شده و با آنها دوست می‌شود. او با استفاده از نوعی روغن و و چوب دو آیینه می‌سازد که می‌تواند با یک وجب فاصله دادن آنها از هم می‌تواند غبار را ببیند و آنها را باا استفاده از چوب بامبو به هم می‌چسباند و دوربین کهربایی ساخته می‌شود. لایرا و ویل به دنیای مردگان می‌روند و از دنیای مردگان پنجره‌ای به بیرون باز می‌کنند تا مردگان بتوانند جزئی از زندگی شوند. طی اتفاقاتی لرد عزریل و ماریسا کولتر برای نجات جان دخترشان، لایرا جان خود را از دست داده و ویل و لایرا عاشق یک دیگر می‌شوند.............